# 小野 (諫早市)
小野（おの）は、長崎県諫早市南東部の地区。北高来郡小野村に由来する。

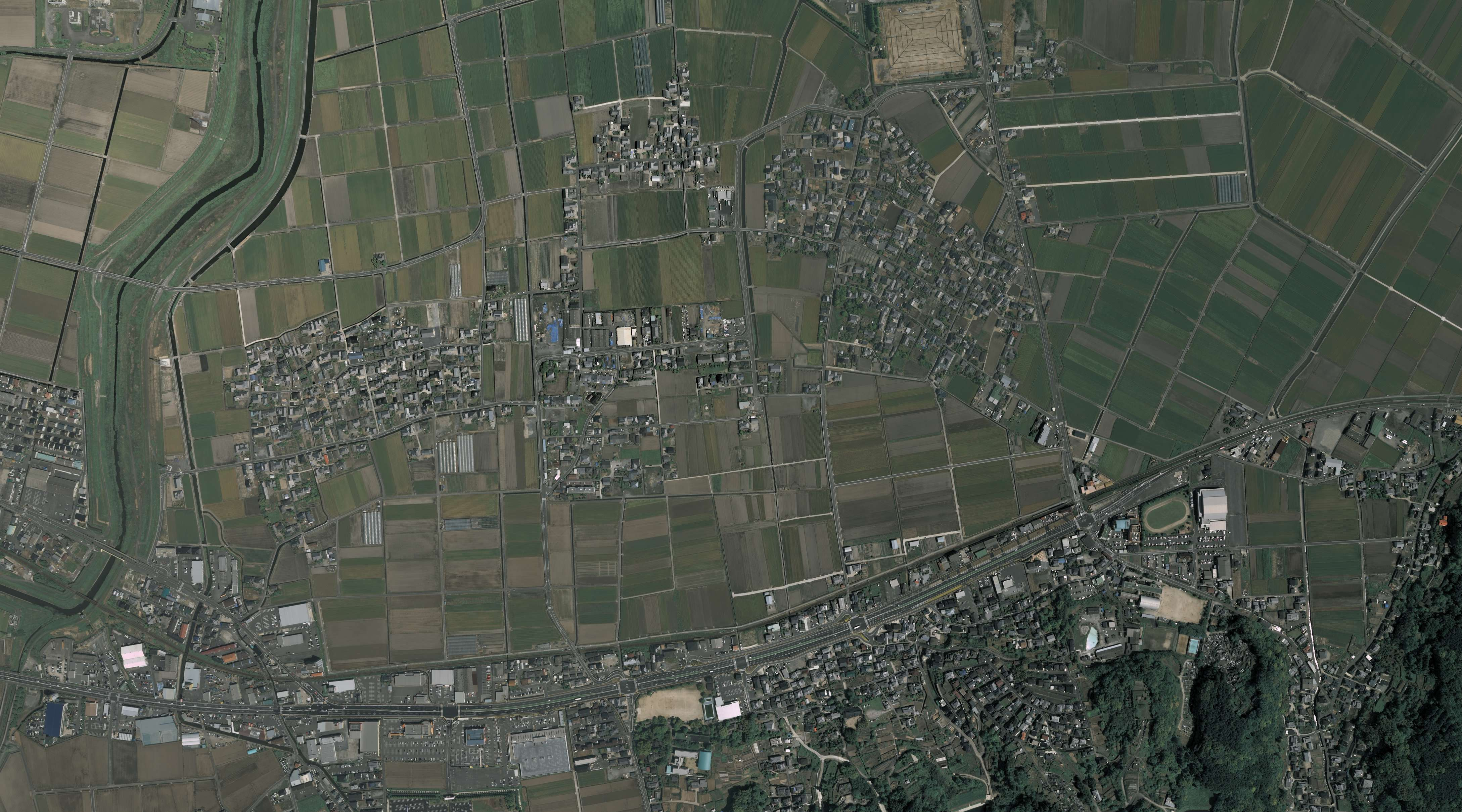
諫早市小野地区（国土地理院の空中写真）

## 地理
諫早市南東部に位置し、長崎県内最大の平野である諫早平野の大部分を占める。小野地区の北部は平野、南部は丘陵地帯と様相が異なり、この中央を島原鉄道線と国道57号が東西方向に横切る。
北部には江戸期から明治・大正にかけての干拓地が広がり、主に水田として利用されているが、300年以上前の干拓地では住宅地や商業地もみられる。長野町内の国道57号沿いにはロードサイド店舗が立ち並ぶ。
諫早湾側には諫早湾干拓事業による中央干拓地があり、畑として利用されている。
南部は更新世に噴出した安山岩類からなる丘陵地帯で、赤崎町の一部で畑として利用されている他は大部分を森林が占める。

### 山岳
- 蓮華石岳（280.2m） - 森山町との境界に位置する
- 金比羅岳（246.8m） - 山頂は市の名勝に指定されている[4]

### 河川
- 本明川 - 長田地区との境界をなす
  - 宗方川 - 上流に宗方上溜池、宗方下溜池を有する
  - 半造川 - 中央地区との境界をなす
    - 川床川 - 小栗地区との境界をなす

## 沿革
- 1940年 - 新設合併により諫早市となる。
- 1941年 - 諫早海軍航空隊に改組。
- 1947年 - 長崎医科大学附属薬学専門部が小野島に設置。
- 1951年 - 長崎医科大学附属薬学専門部が長崎市坂本町に移転。
- 1989年 - 諫早湾干拓事業着工。
- 1994年 - 諫早ゆうゆうランド干拓の里が開園。
- 2007年 - 諫早湾干拓事業完工。

## 町名
（）内は町名設置前の字名。
- 赤崎町（小野赤崎名、小野新田名）
- 小野町（小野本村名）
- 小野島町（小野島中田名、小野島西川向名、小野島東川向名）
- 川内町（河内町）
- 黒崎町（小野黒崎名）
- 長野町（長野）
- 宗方町（宗方）

## 交通

### 鉄道
- 島原鉄道
  - 島原鉄道線 （諫早方面） - 小野駅 - 干拓の里駅 - （島原港方面）

### バス
- 長崎県交通局 長崎県営バス[5]
  - 川口〜諫早駅前線、唐比車庫〜諫早東高前・慶師野経由〜諫早駅前線 （諫早駅前方面） - 半造 - 小野 - 本村 - 尾崎 - 黒崎 - （川口、唐比車庫方面）
  - 柳原〜西諫早ニュータウン経由〜諫早営業所線 （諫早営業所方面） - 大手橋 - 小野 - 平 - 畑ヶ田 - 水の手 - 梅の木 - 柳原
  - 不知火橋〜諫早駅前線 （諫早駅前方面） - 半造 - 小野 - 本村 - 尾崎 - 東川向町 - 小野島 - 干拓の里前 - 選果場前 - 不知火橋
- 島原鉄道 島鉄バス
  - （諫早駅前方面） - 半造 - 小野 - 本村 - 尾崎 - 黒崎 - （愛野、小浜、島原港方面）
  - （諫早駅前方面） - 半造 - 川内町 - 曙町 - 二丁田 - 小野島 - 東川向 - 尾崎 - 黒崎 - （愛野方面）

### 道路
- 島原道路
  - 諫早外環状線（建設中）
    - 長野インターチェンジ

  - 森山拡幅（建設中）
    - 尾崎インターチェンジ
- 国道57号
  - 諫早バイパス
  - 森山拡幅
- 長崎県道124号大里森山肥前長田停車場線

## 施設

### 公共
- 諫早市役所 小野出張所
- 小野体育館
- 小野公民館
- 小野ふれあい広場
- 諫早ゆうゆうランド干拓の里
- 市営ソフトボール場
- 諫早小野郵便局

### 教育機関

#### 中学校
- 諫早市立小野中学校

#### 小学校
- 諫早市立小野小学校

### 商業

#### 大型店
- トライアル諫早店
- エディオン諫早店
- ナフコ東諫早店
- スーパードラッグコスモス諫早長野町店

#### 飲食店
- マクドナルド 57号諫早店
- ケンタッキーフライドチキン 諫早長野町店
- うなぎの緒里[6]
- 干拓の里お食事処のんのこ亭
- かの家
- うどん華諫早店
- 丸亀製麺諫早店
- 焼肉たまよ
- きばらし焼肉[7]

#### コンビニ
- ローソン諫早小野町店
- セブン-イレブン諫早長野町店
- デイリーヤマザキ諫早小野島店

#### その他
- ブックオフ諫早バイパス店

## 関連人物
- 野口弥太郎（画家） - 12歳の時父の故郷である小野村に越す[8]。
- 下村脩（生物学者） - 旧制中学時代に疎開のため母の故郷である諫早市長野に越す[9]。
- 松橋章太（元サッカー選手）
- 松橋優（サッカー選手、ヴァンフォーレ甲府所属）